# Sobótka (czasopismo)
Sobótka (tygodnik belletrystyczny ilustrowany) – czasopismo literackie (tygodnik) wychodzące w języku polskim w Poznaniu w latach 1869–1871.
Inicjatorem powstania (pomysł narodził się w 1868) i wydawcą był Mieczysław Leitgeber. Przed powstaniem „Sobótki” panował w Poznańskiem około dwudziestoletni okres stagnacji w zakresie wydawania polskich czasopism literackich. W latach 60. XIX wieku nastąpił okres ożywienia politycznego i umysłowego Polaków.
Czasopismo miało charakter popularno-rozrywkowy, z elementami historii, krajoznawstwa i przyrody, bez poruszania sfery religijnej i politycznej tak, aby nie wywoływało ostrych sporów i polemik. Leitgeber nawiązywał do leszczyńskiego „Przyjaciela Ludu” – adresował czasopismo głównie do mieszczaństwa. Miało pokazywać żywotność niezłamanego ducha narodowego po klęsce powstania styczniowego w 1863.
„Sobótka” często podlegała krytyce, głównie z uwagi na bezbarwność polityczną. Edmund Callier, wraz z gronem młodych literatów, postulował stworzenie czasopisma bardziej dojrzałego, naukowego i zaangażowanego w walkę o wolność. Stworzyli ostatecznie „Tygodnik Wielkopolski”, z którym „Sobótka” się połączyła (tracąc nazwę).